# Çaykur Rizespor
Çaykur Rizespor este un club de fotbal din Rize, Turcia.

## Lotul actual
La 25 iulie 2025.
| Nr. |        | Poziție | Jucător            |
| --- | ------ | ------- | ------------------ |
|     | Italia | M       | Davide Petrucci⁠(d) |

| Nr. |         | Poziție | Jucător          |
| --- | ------- | ------- | ---------------- |
|     | România | A       | Valentin Mihăilă |

### Jucători împrumutați
| Nr. |         | Poziție | Jucător                                      |
| --- | ------- | ------- | -------------------------------------------- |
|     | Turcia  |         | Necati Yılmaz⁠(d) (la Anadolu Selçukluspor⁠(d) |
|     | Turcia  |         | Mesut Yılmaz⁠(d) (la Göztepe S.K.⁠(d)          |
|     | Ucraina |         | Mykola Morozyuk⁠(d) (la FC Obolon Kiev)       |

| Nr. |                           | Poziție | Jucător                                 |
| --- | ------------------------- | ------- | --------------------------------------- |
|     | Camerun                   |         | Charles Itandje (la AO Kavala)          |
|     | Turcia                    |         | Şahinali Terzi⁠(d) (la Yeni Malatyaspor) |
|     | Republica Democrată Congo |         | Yannick Bolasie⁠(d) (la RSC Anderlecht)  |

## Jucători notabili
| Albania - Klodian Duro Bulgaria - Zdravko Zdravkov Camerun - Léonard Kweuke Egipt - Ayman Abdelaziz - Besheer El-Tabei Franța - Ibrahim Ba - Ludovic Sylvestre Germania - Jürgen Pahl | Irak - Ali Adnan Kadhim Nigeria - Uche Kalu Kazakhstan - David Loria - Samat Smakov Liberia - Theo Weeks Polonia - Mariusz Pawelek România - Florin Cernat Slovacia - David Depetris | Turcia - Altan Aksoy - Devran Ayhan - Fahri Tatan - Kemalettin Șentürk - Koray Avcı - Murat Ceylan - Sercan Kaya - Suat Usta - Ünal Alpuğan - Yasin Çakmak SUA - Freddy Adu |

## Antrenori
| - Șenol Birol (1968–69) - Ahmet Șamlıoğlu (1969–70) - Minacettin Barut (1970–72) - Gazanfer Olcayto (1972–74) - Turgut Kafkas (1974–75) - Suat Mamat (1975–76) - Tekin Yolaç (1976–77) - Erdoğan Gürhan (1977–78) - Șenol Birol (1978) - Gürsel Aksel (1978–79) - Zeynel Zorluer (1979–80) - Cevdet Soyluoğlu (1980–81) - Turgut Kafkas (1981–82) - Tezcan Uzcan (1982–83) - Suphi Varol (1983–84) - Cesarettin Alptekin (1984–85) - Enver Katip (1985–86) - Nedim Güner (1986–87) - Fethi Demican (1987–88) - Davut Șahin (1988) - Adolf Remy (1988–89) - Cesarettin Alptekin (1989–90) - Enver Katip (1990–92) - Numan Zafer Kanburoğlu (1992–93) - Giray Bulak (1993–96) - Ömer Kadri Özcan (1996–97) | - Ömer Kaner (1997) - Yașar Elmas (1997–98) - Celal Kıbrızlı (1998–99) - Cem Pamiroğlu (1999–00) - Rasim Kara (29 feb 2000–30 apr 00) - Karol Pecze (30 iun 2000–30 apr 02) - Fuat Yaman (2002–03) - Hikmet Karaman (1 iul 2003–30 iun 04) - Yılmaz Vural (5 deb 2004–31 mar 04) - Rıza Çalımbay (1 iun 2004–31 ian 05) - Erdoğan Arıca (1 feb 2005–30 iun 05) - Metin Yıldız (31 iul 2005–30 sep 05) - Sakıp Özberk (7 oct 2005–12 dec 05) - Güvenç Kurtar (12 dec 2005–11 sep 06) - Safet Sušić (15 sep 2006–18 dec 06) - Rıza Çalımbay (26 dec 2006–19 iun 07) - Samet Aybaba (20 iun 2007–20 aug 07) - Safet Sušić (30 aug 2007–31 ian 08) - Erdoğan Arıca (1 feb 2008–28 apr 08) - Metin Diyadin (2 iun 2008–26 dec 08) - Suat Kaya (5 ian 2009–7 feb 09) - Rașit Çetiner (12 feb 2009–11 iun 09) - Hasan Vezir (29 iun 2009–29 nov 09) - Oktay Çevik (29 iun 2009–29 nov 09) - Mehmet Șansal (3 dec 2009–1 feb 10) - Ümit Kayıhan (2 feb 2010–24 mai 11) | - Hüseyin Kalpar (31 mai 2011–12 feb 12) - Giray Bulak (17 feb 2012–10 iun 12) - Engin Korukır (16 iun 2012–9 dec 12) - Mustafa Denizli (21 dec 2012–24 mai 13) - Rıza Çalımbay (31 mai 2013–9 feb 14) - Uğur Tütüneker (14 feb 2014–17 mai 14) - Mehmet Özdilek (20 iun 2014–7 dec 14) - Hikmet Karaman (14 dec 2014 – 5 oct 17) - İbrahim Üzülmez (6 oct 2017 – 21 sep 18) - Okan Buruk (24 sep 2018 – 29 mai 19) - İsmail Kartal (6 iun 2019 – 29 feb 20) - Ünal Karaman (3 mar 2020 – 14 iul 20) - Stjepan Tomas (7 aug 2020 – 19 ian 21) - Marius Șumudică (25 ian 2021 – 4 mar 21) |

## Președinți
| - Hasan Kartal (24.09.2018–) - Hasan Kemal Yardımcı (08.08.2017–24.09.2018) - Metin Kalkavan ( 2010-08.08.2017)) - Halim Mete (2009-2010) - Abdülkadir Çakır (08.07.2007 - .2009) - Ekrem Cengiz (14.06.2002 - 08.07.2007) - Mehmet Cengiz (20.06.1998 - 14.06.2002) - Mehmet Hikmet Aslankaya (07.06.1997 - 20.06.1998) - Mehmet Cengiz (26.04.1996 - 07.06.1997) - Cemal Aydoğdu (10.03.1996 - 26.04.1996) - Ali Baba Çillioğlu (13.01.1996 - 10.03.1996) - İsmail Topçu (04.11.1995 - 12.01.1996) - Tuncer Ergüven (06.05.1995 - 04.11.1995) | - Rușen Kukul (01.04.1995 - 05.05.1995) - Tuncer Ergüven (19.04.1992 - 30.03.1995) - Süreyya Turgut (19.01.1992 - 14.04.1992) - Nejat Ural (30.03.1991 - 19.01.1992) - Hasan Basri Çillioğlu (23.06.1990 - 30.03.1991) - Hamit Oral (21.05.1990 - 23.06.1990) - Muharrem Kürkçü (10.01.1990 - 21.05.1990) - Ahmet AkyıldIz (02.07.1989 - 10.01.1990) - Șeref Keçeli (07.01.1989 - 02.07.1989) - Șadan Tuzcu (05.06.1988 - 07.01.1989) - M. Turgut Yılmaz (01.01.1987 - 05.06.1988) - Servet Takıș (01.01.1986 - 31.12.1986) - Fehmi Ekși (01.01.1985 - 31.12.1985) - Hasan Kemal Yardımcı (01.01.1984 - 31.12.1984) | - Ali Rıza Feyiz (02.08.1981 - 31.12.1983) - Nuri Akbulut (23.06.1981 - 02.08.1981) - Pașa Ali Alaman (30.06.1980 - 23.06.1981) - Nuri Akbulut (03.07.1978 - 30.06.1980) - Köksal Mataracı (02.06.1978 - 03.07.1978) - Mustafa Zeki Rakıcıoğlu (07.06.1975 - 02.06.1978) - Reșat Uçak (03.04.1973 - 07.06.1975) - Bahattin Coșkun (21.04.1968 - 03.04.1973) |